# Liste der Persönlichkeiten der Universität Mannheim

## Lehrkräfte nach Disziplinen an derUniversität Mannheim

### Betriebswirtschaftslehre
- Elisabeth Altmann-Gottheiner – Frauenrechtlerin
- Heinz Bergner – Lehrstuhl für Allgemeine Betriebswirtschaftslehre und Industriebetriebslehre
- Jannis Bischof – Lehrstuhl für Allgemeine Betriebswirtschaftslehre und Unternehmensrechnung
- Robert Buchner – Lehrstuhl für Wirtschaftsprüfung und Treuhandwesen
- Wolfgang Bühler – Lehrstuhl für Finanzierung
- Erwin Dichtl – Lehrstuhl für Marketing
- Hermann G. Ebner – Lehrstuhl für Wirtschaftspädagogik
- Peter Eichhorn – Lehrstuhl für Öffentliche Betriebswirtschaftslehre
- Eduard Gaugler – Lehrstuhl für Personalwesen
- Manfred N. Geist – Lehrstuhl am Seminar für Absatzwirtschaft, Wegbereiter der Deckungsbeitragsrechnung
- Wolfgang Gerke – Lehrstuhl für Bankbetriebslehre
- Markus Glaser – Lehrstuhl für Finanzierung
- Claus E. Heinrich – Arbeitsdirektor der SAP AG, Honorarprofessur für Logistik
- Hans-Olaf Henkel – Honorarprofessur für Internationales Management, Präsident der Leibniz-Gemeinschaft
- Hans-Jörg Hoitsch
- Christian Homburg – Lehrstuhl für Marketing
- Gösta B. Ihde – Lehrstuhl für Logistik, insb. Verkehrsbetriebslehre, Erster namentlicher Logistik-Lehrstuhl in Deutschland (1971)
- Otto H. Jacobs – Lehrstuhl für Steuerlehre, Aufsichtsratsvorsitzender von Ernst & Young Deutschland
- Alfred Kieser – Lehrstuhl für Organisation
- Gert von Kortzfleisch (1921–2007) – Lehrstuhl für Industriebetriebslehre, Mitglied des Club of Rome
- Sabine Kuester – Lehrstuhl für Marketing
- Walter Le Coutre (1885–1965) – Lehrstuhl für Betriebswirtschaftslehre, bedeutender Vertreter der statischen Bilanztheorie
- Ulrich Lichtenthaler – Lehrstuhl für Organisation
- August Marx  (1906–1990) – Lehrstuhl für betriebliches Personalwesen
- Ernst Maug – Lehrstuhl für Corporate Finance
- Helmut Merkel – Honorarprofessor für Wirtschaftsinformatik, ehemaliger Vorstandsvorsitzender der KarstadtQuelle Warenhaus AG
- Peter Milling – Lehrstuhl am Industrieseminar, Co-Autor der Studie Die Grenzen des Wachstums
- Joachim Niedereichholz – Lehrstuhl für Wirtschaftsinformatik
- Walter A. Oechsler – Lehrstuhl für Personal
- Ludwig Pack (* 1929) – Lehrstuhl für Unternehmensforschung/Operations Research (1967–1979)[1]
- Manfred Perlitz – Lehrstuhl für Internationales Management
- Fritz Philipp – Lehrstuhl für Bankbetriebslehre
- Hans Raffée – Lehrstuhl für Marketing
- Gerhard Reber (1937–2023) – Lehrstuhl für betriebliches Personalwesen
- Curt Sandig (1901–81) – Lehrstuhl für Absatzwirtschaft
- Christoph Schneeweiß – Lehrstuhl für Operations Research
- Jürgen M. Schneider – Dekan der BWL-Fakultät (ehemaliger Student und früheres Vorstandsmitglied von Bilfinger Berger)
- Ulrich Schreiber – Lehrstuhl für Steuerlehre
- Dirk Simons – Lehrstuhl für ABWL und Rechnungswesen
- Manuel Theisen (* 1953) – Lehrstuhl für Allgemeine BWL, Betriebswirtschaftliche Steuerlehre und Steuerrecht
- Franz Steffens – Lehrstuhl für Wirtschaftsinformatik
- Daniel Veit – Lehrstuhl für Wirtschaftsinformatik
- Martin Weber – Lehrstuhl für Bankbetriebslehre
- Jens Wüstemann – Lehrstuhl für Wirtschaftsprüfung

### Volkswirtschaftslehre
- Klaus Adam – Lehrstuhl für  Volkswirtschaftslehre, Internationale Wirtschaftsbeziehungen
- Käthe Bauer-Mengelberg – Lehrstuhl Nationalökonomie und Soziologie
- Hans Peter Grüner – Lehrstuhl für Wirtschaftspolitik
- Hans Georg Schachtschabel (1914–93) – Lehrstuhl für Wirtschafts- und Sozialpolitik
- Sigmund Schott – Lehrstuhl für Volkswirtschaftslehre und Statistik, erster Studiendirektor der Städt. Handelshochschule, Ehrendoktor der Universität Mannheim
- Horst Siebert – Lehrstuhl für Volkswirtschaftslehre und Außenwirtschaft, später Professor in Konstanz und Kiel
- Michèle Tertilt – Lehrstuhl für Makro- und Entwicklungsökonomie
- Ernst-Ludwig von Thadden – Lehrstuhl für Wirtschaftstheorie, ehemaliger Rektor der Universität Mannheim
- Roland Vaubel – Lehrstuhl für Wirtschaftspolitik, Geld- und Währungspolitik
- Eberhard Wille – Lehrstuhl für Planung und Verwaltung öffentlicher Wirtschaft
- Eduard Willeke (1899–1974) – Sozial- und Wirtschaftswissenschaftler, Lehrstuhl für Volkswirtschaftslehre

### Sozialwissenschaften
- Hans Albert – Philosoph und Soziologe
- Hanna Bäck – Politikwissenschaftlerin, 2007–2011 Juniorprofessorin, seit 2011 externer Fellow am MZES
- Herbert Bless – Sozialpsychologie
- Michael Bosnjak – Honorarprofessor, Teamleiter GESIS Panel
- Marc Debus – Politikwissenschaftler, Lehrstuhl für Vergleichende Regierungslehre
- Jan van Deth – Politikwissenschaftler Descartes-Preisträger
- Bernhard Ebbinghaus – Makrosoziologe
- Edgar Erdfelder – Psychologe
- Hartmut Esser – Mikrosoziologe
- Peter Flora – Makrosoziologe
- Markus Gangl – Statistiker und Soziologe
- Martin Irle – Sozialpsychologe
- Egbert Jahn – Politikwissenschaftler und Zeithistoriker
- Peter Graf Kielmansegg – Politikwissenschaftler, Zeithistoriker und Schader-Preisträger
- Beate Kohler-Koch – Politikwissenschaftlerin
- Mario Rainer Lepsius – Soziologe
- Walter Müller – Soziologe
- Wolfgang C. Müller – Politikwissenschaftler
- Heinz-Herbert Noll – Soziologe
- Franz Urban Pappi – Politikwissenschaftler
- Berthold Rittberger – Politikwissenschaftler
- Franz Rothenbacher – Soziologe
- Klaus Schönhoven – Politikwissenschaftler und Zeithistoriker
- Norbert Schwarz – Sozialpsychologe, Träger der Wilhelm-Wundt-Medaille
- Otto Selz – Psychologe und Philosoph, Träger der Wilhelm-Wundt-Medaille,
- Fritz Strack – Sozialpsychologe, Träger der Wilhelm-Wundt-Medaille,
- Hermann Weber – Politikwissenschaftler und Zeithistoriker
- Rudolf Wildenmann – Politikwissenschaftler
- Werner W. Wittmann – Psychologe, Begründer der deutschen Evaluationsforschung
- Wolfgang Zapf – Soziologe

### Rechtswissenschaften
- Hans-Wolfgang Arndt – früherer Rektor der Universität Mannheim
- Karl-Heinz Below (1906–1984) – Lehrstuhl für Bürgerliches Recht
- Andy Becht – Staatssekretär im rheinland-pfälzischen Ministerium für Wirtschaft, Verkehr, Landwirtschaft und Weinbau
- Georg Bitter – Lehrstuhl für Bürgerliches Recht, Bank- und Kapitalmarktrecht, Insolvenzrecht
- Oliver Brand – Lehrstuhl für Bürgerliches Recht, Privatversicherungsrecht, Wirtschaftsrecht und Rechtsvergleichung
- Gerd Brudermüller – Palandt-Autor für ein Teilgebiet des Familienrechts
- Hans Joachim Faller – ehemaliger Richter des Bundesverfassungsgerichts (Honorarprofessor)
- Wolfgang Hefermehl (1906–2001) – Lehrstuhl für Handelsrecht
- Juliane Kokott – Staatsrechtlerin
- Thomas Puhl – Lehrstuhl für Öffentliches Recht und Steuerrecht, Rektor der Universität Mannheim
- Gerd Roellecke – Rechtsphilosoph
- Wolf-Rüdiger Schenke – Staatsrechtler
- Bernd Schünemann – Strafrechtslehrer
- Helmut Steinberger – ehemaliger Richter des Bundesverfassungsgerichts
- Benjamin Straßburger –  Lehrstuhl für Öffentliches Recht, Finanz- und Steuerrecht sowie Verfassungstheorie
- Jochen Taupitz – Mitglied des Nationalen Ethikrats
- Rudolf Weber-Fas – Lehrstuhl für Öffentliches Recht und Staatslehre sowie Deutsches und Internationales Steuerrecht, ehm. Richter am Bundesfinanzhof

### Geisteswissenschaften
- Rainer Albert (* 1949) – Numismatiker, Lehrstuhl für Mittelalterliche Geschichte
- Kai Brodersen (* 1958) – Althistoriker, Lehrstuhl für Alte Geschichte
- Heinrich Chantraine (1929–2002) – Historiker, Lehrstuhl für Alte Geschichte
- Harald Delius (1925–2000) – Analytischer Philosoph
- Eva Eckkrammer (* 1968) – Romanistin, Lehrstuhl für Romanische Sprach- und Medienwissenschaft
- Michael Erbe (* 1940) – Historiker, Lehrstuhl für Neuere Geschichte
- Philipp Gassert (* 1965) – Historiker, Lehrstuhl für Zeitgeschichte
- Claudia Gronemann (* 1969) – Germanistin/Romanistin, Lehrstuhl für Romanische Literatur- und Medienwissenschaft
- Günther Groth (* 1934) – Erziehungswissenschaftler, ab 1978 ordentlicher Professor am Lehrstuhl III
- Sabine von Heusinger (* 1964) – Historikerin, Lehrstuhl für Mittelalterliche Geschichte
- Klaus Hildebrand (* 1941) – Historiker, Lehrstuhl für Neuere Geschichte
- Wolfgang von Hippel (1936–2024) – Historiker, Lehrstuhl für Neuere Geschichte
- Werner Hoffmann (1931–2017) – mediävistischer Germanist, Lehrstuhl für ältere deutsche Philologie (Experte für das Nibelungenlied)
- Jochen Hörisch (* 1951) – Literatur- und Medienwissenschaftler, Lehrstuhl für Neuere Germanistik und Medienanalyse
- Annette Kehnel (* 1963) – Historikerin, Lehrstuhl für Mittelalterliche Geschichte
- Angela Keppler (* 1954) – Mediensoziologin, Lehrstuhl Medien- und Kommunikationswissenschaften
- Matthias Kohring (* 1965) – Kommunikationswissenschaftler, Lehrstuhl Medien- und Kommunikationswissenschaften
- Lothar Kreimendahl (* 1949) – Philosoph, Lehrstuhl für Philosophie
- Karl-Friedrich Krieger (1940–2020) – Historiker, Lehrstuhl für Mittelalterliche Geschichte
- Hiram Kümper (* 1981) – Historiker, Lehrstuhl für Geschichte des Spätmittelalters und der frühen Neuzeit
- Christian Mann (* 1971) – Historiker, Lehrstuhl für Altertumsgeschichte
- Klaus-Jürgen Matz (1949–2020) – Historiker, Lehrstuhl für Neuere und Neueste Geschichte
- Johannes Müller-Lancé (* 1963) – Romanist, Lehrstuhl für Romanische Sprach- und Medienwissenschaft
- Gottfried Niedhardt (* 1940) – Historiker, Lehrstuhl für Neuere Geschichte
- Erich Pelzer (* 1950) – Historiker, Lehrstuhl für Neuere Geschichte
- Karen Piepenbrink (* 1969) – Althistorikerin, Lehrstuhl für Alte Geschichte
- Stefan Rebenich (* 1961) – Althistoriker, Lehrstuhl für Alte Geschichte
- Christine Reinle (* 1962) – Historikerin, Lehrstuhl für Mittelalterliche Geschichte
- Cornelia Ruhe (* 1973) – Romanistin, Lehrstuhl für Romanische Literatur- und Medienwissenschaft
- Rainer Specht (* 1939) – Philosoph, Lehrstuhl für Philosophie
- Peter Steinbach (* 1948) – Historiker, Lehrstuhl für Zeitgeschichte
- Reinhard Stupperich (* 1951) – Archäologe, Lehrstuhl für Klassische Archäologie
- Angelika Storrer (* 1958) – Sprachwissenschaftlerin, Lehrstuhl Germanistische Linguistik
- Rosemarie Tracy (* 1949) – Sprachwissenschaftlerin, Lehrstuhl für Anglistische Linguistik
- Ursula Wolf (* 1951) – Philosophin, Lehrstuhl für Philosophie II

### Geographie
- Ingrid Dörrer – Lehrstuhl für Physische Geografie und Länderkunde
- Peter Frankenberg – Lehrstuhl für Physische Geografie und Länderkunde, Wissenschaftsminister des Landes Baden-Württemberg,  Rektor
- Paul Gans (* 1951) – Geograf, Lehrstuhl für Wirtschaftsgeografie. Mitherausgeber der Geographischen Rundschau
- Gudrun Höhl (1918–2009) – Lehrstuhl für Physische Geografie und Länderkunde
- Christoph Jentsch (1931–2015) – Geograf, Lehrstuhl für Geografie, Afghanistan – und Hochgebirgsexperte, langjähriger Direktor des Geografischen Institutes
- Rainer Loose (* 1946) – Lehrstuhl für historische Geographie und historische Landeskunde, jetzt leitender Archivdirektor bei der Landesarchivdirektion Stuttgart
- Thomas Ott (* 1966) – Geograf, Lehrstuhl für Wirtschaftsgeografie, GIS-Experte und Gründer der Firma OAGIS.
- Ernst Plewe (1907–86) – Geograf, Lehrstuhl für Wirtschaftsgeografie
- Peter Rothe (* 1936) – Lehrstuhl für Geologie

### Mathematik und Informatik
- Colin Atkinson – Lehrstuhl für Softwaretechnik
- Essam Baddredin – Lehrstuhl für Automation
- Christian Bizer – Lehrstuhl für Wirtschaftsinformatik V
- Karl Heinz Brenner – Lehrstuhl für Optoelektronik
- Ulrich Brüning – Lehrstuhlinhaber Rechnerarchitektur
- Wolfgang Effelsberg – Lehrstuhl für Praktische Informatik IV (Rechnernetze und Multimediatechnik)
- Peter Fischer – Lehrstuhlinhaber, Schaltungstechnik und Simulation
- Norbert Fliege – Lehrstuhl Elektrotechnik
- Felix Freiling – Lehrstuhl für Praktische Informatik I
- Matthias Krause – Lehrstuhl für Theoretische Informatik
- Mila Majster-Cederbaum – Lehrstuhl für Praktische Informatik II (Parallele Programmiersprachen und Spezifikation paralleler Systeme)
- Reinhard Männer – Lehrstuhlinhaber am Lehrstuhl für Informatik V
- Guido Moerkotte – Lehrstuhl für Praktische Informatik (Datenbanksysteme)
- Heiko Paulheim – Lehrstuhl für Data Science
- Gabriele Steidl – Lehrstuhl für Angewandte Mathematik und Informatik
- Franz Stetter – Lehrstuhl für Betriebssysteme
- Heiner Stuckenschmidt – Lehrstuhl für Künstliche Intelligenz

Diese Liste führt Personen an, die von der Universität Mannheim geehrt wurden, an ihr lehren oder lehrten oder in anderer Weise mit der Universität verbunden sind.

## Ehrensenatoren, Ehrenbürger, Ehrendoktoren
Stand: 1. Januar 2000. Diese Liste enthält auch alle Ehrungen der Handelshochschule Mannheim (1924–33) und der Wirtschaftshochschule Mannheim (1946–1967) nach Ehrungsjahren. Sie muss aktualisiert werden.
Abkürzungen: HHM = Handelshochschule, WHM = Wirtschaftshochschule, UMA = Universität Mannheim

### Ehrensenatoren
- WHM 1949: Josef Braun (1889–19??), Politiker (CDU), erster Oberbürgermeister von Mannheim nach dem Zweiten Weltkrieg
- WHM 1957: Curt von Salmuth (1895–1981) – Unternehmer
- WHM 1957: Adolf Seitz (1888–1962) – Wirtschaftstreuhänder und Steuerberater, Vizepräsident der Gesellschaft der Freunde der Universität Mannheim
- WHM 1957: Florian Waldeck (1886–1960) – Rechtsanwalt und Politiker
- WHM: Kurt Angstmann (1915–78) – Politiker
- WHM: Eduard Baumgarten (1898–1982) – Soziologe
- WHM: Friedrich Dorn (1906–1970) – Unternehmer (Zellstoffindustrie)
- WHM Hermann Fünfgeld (1931–2018) – Publizist, Intendant des Süddeutschen Rundfunks
- WHM: Herbert Gassert (1929–2011) – Industriemanager (Brown, Boveri & Cie., Mannheim-Käfertal)
- WHM: Kurt Hamann (1898–1981) – Jurist und Vorstandsvorsitzender (Victoria Versicherung, Berlin-Kreuzberg)
- WHM: Emil Kömmerling (1902–79) – Unternehmer, Ehrenpräsident des Verbandes der Chemischen Industrie (VCI)
- WHM: August Kuhn (1886–1964) – Politiker (CDU), Stadtrat und Ehrenbürger der Stadt Mannheim
- WHM: Walter Le Coutre (1885–1965) – Wirtschaftswissenschaftler insbes. Bilanztheoretiker an Handels- und Wirtschaftshochschule Mannheim
- WHM: Gustav Rheinberger (1889–1968) – Schuhfabrikant
- WHM: Franz Schnabel (1887–1966) – Historiker
- WHM: Matthias Seefelder (1920–2001) – Industriemanager (BASF)
- WHM: Jakob Trumpfheller (1887–1975) – Politiker (SPD), Erster Bürgermeister der Stadt Mannheim
- WHM: Adolf Willareth (1874–1953) – Pädagoge
- UMA 1968: Günter Barié (1907–1991) – Industriemanager (Daimler-Benz)
- UMA 1976: Josef Stingl (1919–2004) – Politiker (CDU/CSU). Präsident der Bundesanstalt für Arbeit
- UMA 1990: Hans G. Danielmeyer (* 1936) – Physiker
- UMA 1991: Heinrich Vetter (1919–2003) – Unternehmer (Kaufhaus Vetter, Mannheim)
- UMA 1998: Jürgen Strube (* 1939) – Industriemanager (BASF, Ludwigshafen)
- UMA: Hans-Erich Freudenberg (* 1955) – Politiker (FDP) in Baden-Württemberg
- UMA: Helmut Merkel (* 1949) – Unternehmer (Karstadt Warenhaus AG) und Unternehmensberater
- UMA: Alex Möller (1903–85) – Politiker (SPD), Bundesfinanzminister
- UMA: Ludwig Ratzel (1915–96) – Politiker (SPD), Oberbürgermeister der Stadt Mannheim
- UMA: Hans Reuther (1895–1982) – Unternehmer (DEMAG)
- UMA: Klaus Tschira (1949–2015) – Unternehmer (SAP, Wiesloch-Walldorf)

### Ehrenbürger
- HHM 1924: Eberhard Gothein (1853–1923) – Nationalökonom, Kultur- und Wirtschaftshistoriker
- HHM 1924: Theodor Kutzer (1864–1948) – Politiker, Oberbürgermeister der Stadt Mannheim
- HHM 1924: Richard Lenel (1869–1950) – Industriepionier

### Ehrendoktoren
- HHM 1932: Hermann Heimerich (1885–1963) – Jurist und Politiker (SPD), Oberbürgermeister der Stadt Mannheim
- HHM 1933: Sigmund Schott (1868–1953) – Statistiker, erster Studiendirektor der Handelshochschule Mannheim
- WHM 1957: Karl Barich (1901–1995) – Unternehmer
- WHM 1957: Hermann Josef Abs (1901–1994) – Bankmanager
- WHM 1957: Oskar Anderson (1887–1960) – Statistiker
- WHM 1957: Oskar Morgenstern (1902–1977) – Wirtschaftswissenschaftler
- WHM 1957: Friedrich von Bassermann-Jordan (1872–1959) – Weingutsbesitzer
- WHM 1957: Eduard Spranger (1882–1963) – Pädagoge, Psychologe, Philosoph
- WHM 1957: Rudolf Seyffert (1893–1971) – Wirtschaftswissenschaftler
- WHM 1957: Hans Carl Nipperdey (1895–1968) – Jurist
- WHM 1958: Hans Leonhard Hammerbacher (1893–1964) – Präsident des Deutschen Industrie- und Handelstages
- UMA 1978: Karl Raimund Popper (1902–94) – Philosoph und Wissenschaftstheoretiker
- UMA 1982: Marc Nerlove (1933–2024) – Wirtschaftswissenschaftler
- UMA 1992: Rudolf Richter (1926–1994) – Wirtschaftswissenschaftler
- UMA 1994: Gottfried Bombach (1919–2010) – Wirtschaftswissenschaftler
- UMA 1999: Klaus von Wysocki (1925–2012) – Wirtschaftswissenschaftler
- UMA: Reinhard Bendix (1916–1991) – Soziologe
- UMA: Knut Borchardt (1929–2023) – Wirtschaftshistoriker
- UMA:  Karl W. Deutsch (1912–1992) – Politikwissenschaftler
- UMA: Karl Engisch (1899–1990) – Rechtswissenschaftler
- UMA: Leon Festinger (1919–1989) – Sozialpsychologe
- UMA: Jay W. Forrester (1918–2016) – Informatiker
- UMA: Karl Oberparleiter (1886–1968) – Wirtschaftswissenschaftler
- UMA: Hans Reschke (1904–1995) – Jurist und Politiker, Oberbürgermeister der Stadt Mannheim
- UMA: Friedrich Sitzler (1881–1975) – Arbeitsrechtler
- UMA: Shlomo Sternberg (1939–2024) – Mathematiker
- UMA:  Herbert Timm (1911–1987) – Finanzwissenschaftler
- UMA: Hans Ulrich (1919–1997) – Wirtschaftswissenschaftler
- UMA: Carl Wurster (1900–1974) – Chemiker, Unternehmer (BASF, Ludwigshafen)

## Sonstige bekannte Persönlichkeiten
- Alexander Nuno Pickart Alvaro – Politiker (FDP) und ehemaliger Vizepräsident des Europäischen Parlaments
- Dieter Anhuf – Professor der Physischen Geographie (Universität Passau)
- Katja Barbara Bär – Historikerin und Vorsitzende des Bundesverband Hochschulkommunikation
- Christian Baldauf – Jurist und Politiker (CDU)
- Norbert Bolz – Medien- und Kommunikationstheoretiker (emeritiert)
- Daniel Boschmann – Fernsehmoderator
- Clemens Börsig – ehemaliger Vorsitzender des Aufsichtsrates der Deutschen Bank
- Lea-Sophie Cramer – Unternehmerin und Gründerin von Amorelie, Mitglied im Beirat Junge Digitale Wirtschaft beim Bundesministerium für Wirtschaft
- Thomas Diez – Professor für Politikwissenschaft und Internationale Beziehungen am Institut für Politikwissenschaft der Universität Tübingen
- Rolf Elgeti – ehemaliger Star-Banker und Immobilieninvestor
- Wolfgang Franz – Volkswirt, ehemaliger Präsident des Zentrum für Europäische Wirtschaftsforschung und ehemaliger Vorsitzender des Sachverständigenrat zur Begutachtung der gesamtwirtschaftlichen Entwicklung („Rat der Wirtschaftsweisen“)
- Waltraud Fritsch-Rößler – Mediävistin, Professorin an der Universität Innsbruck
- Wolfgang Fritz – Professor für Marketing an der TU Braunschweig
- Florian Gerster – Politiker (FDP) und ehemaliger Leiter der Bundesanstalt für Arbeit
- Christian „Chako“ Habekost – deutscher Kabarettist
- Barbara Hahn – Geographin, Lehrstuhlinhaber an der Universität Würzburg
- Claus E. Heinrich – ehemaliger Vorstand der SAP AG
- Klaus Hildebrand – Historiker
- Alan Hippe – Finanzvorstand bei Hoffmann-La Roche und ehemaliges Vorstandsmitglied der Thyssen Krupp AG
- Rainer Hüther – ehemaliger Vorstandsvorsitzender vom Deutschen Sportfernsehen (DSF)
- Martin Kappas – Professor der Geographie (Universität Göttingen)
- Artem Klein – Eishockeyspieler
- Friedhelm Köhler – Psychologe und Unternehmensberater
- Heinz König – Erster Präsident des ZEW und Pionier der Ökonometrie in Deutschland
- Christine Lambrecht – Politikerin (SPD), ehemalige Bundesministerin der Verteidigung, Bundesministerin der Justiz und für Verbraucherschutz und Bundesministerin für Familie, Senioren, Frauen und Jugend
- Lena Lattwein – Fußballnationalspielerin
- Sebastian Lentz – Professor für Geographie und geographische Landeskunde (Universität Leipzig)
- Stefan Lippe – ehemaliger Versicherungsmanager († 2020)
- Carolin Lüdemann – Business-Coach und Knigge-Expertin
- Malaika Mihambo – Leichtathletin, Weltmeisterin (2019, 2022) und Olympiasiegerin (2021) im Weitsprung
- Élisabeth Moreno – Geschäftsfrau und Politikerin, Ministerin in Frankreich, Executive MBA ESSEC-Mannheim 2008
- Werner Müller – ehemaliger Vorstandsvorsitzender von Evonik (ehemals RAG AG) und ehemaliger Bundeswirtschaftsminister
- Hugo Müller-Vogg – ehemaliger Mitherausgeber der Frankfurter Allgemeine Zeitung
- Gitanas Nausėda – litauischer Staatspräsident
- Christophe Neff – Geograph, Mittelmeerexperte und Feuerökologe, Dozent und Wissenschaftler an der Universität Karlsruhe
- Wolfgang Pföhler – ehemaliger Vorstandsvorsitzender der Rhön-Klinikum AG
- Werner Reinhart – Amerikanist, Präsident der Europa-Universität Flensburg
- Larissa Rieß – Hörfunk- und Fernsehmoderatorin, Schauspielerin und DJ
- Bruno Sälzer – ehemaliger Vorstandsvorsitzender der HUGO BOSS AG und Escada
- Christoph M. Schmidt – Volkswirt, Präsident des RWI – Leibniz-Institut für Wirtschaftsforschung und Professor für Wirtschaftspolitik und angewandte Ökonometrie an der Ruhr-Universität Bochum
- Isabel Schnabel – Mitglied des EZB-Direktoriums und Professorin für Finanzmarktökonomie an der Rheinischen Friedrich-Wilhelms-Universität Bonn
- Alexander Selent – stellvertretender Vorstandsvorsitzender von Fuchs Petrolub
- Alexander Siegmund – Lehrstuhl für Geographische Fachdidaktik an der Pädagogischen Hochschule Heidelberg
- Massimo Sinató – Profitänzer, Tanzsporttrainer und Choreograf, verheiratet mit Model und Fernsehmoderatorin Rebecca Mir
- Hans-Werner Sinn – ehemaliger Präsident des ifo-Instituts München
- Helmut F. Spinner – Philosoph
- Stephan Sturm – Vorstand Finanzen Fresenius SE & Co. KGaA
- Heinrich Vetter – Unternehmer
- Hubertus von Amelunxen – Kunsthistoriker
- Tabea Sellner – Fußballnationalspielerin
- Claus Wellenreuther – Unternehmer und Mitbegründer der SAP SE
- Hans-Peter Wild – Unternehmer, Jurist und Mäzen, Präsident des Verwaltungsrates des Fruchtsaftherstellers Capri-Sun und Präsident des Rugby-Vereins Stade Français
- Katharina Wolf, Schriftstellerin
- Erich Zahn – Professor der ABWL an der Universität Stuttgart und Co-Autor der Studie Die Grenzen des Wachstums
- Klaus F. Zimmermann – Präsident des Deutschen Instituts für Wirtschaftsforschung
- Klaus Zimmermann – Romanist an der Universität Bremen